# Espíritu olímpico
A finales de 2016, Los Planetas anuncian el 27 de enero como fecha de edición, en CD y en vinilo de 7 pulgadas, del sencillo Espíritu olímpico, con la colaboración de La Bien Querida y adelanto del álbum Zona temporalmente autónoma, publicado en marzo de 2017.
El sencillo  aparece bajo la etiqueta de El Ejército Rojo, sello del grupo, y El Volcán Música, su oficina de management, y distribuido por Sony Music Entertainment España.
Alcanzó el puesto 85 dentro de las canciones / sencillos más vendidos en la primera semana de su publicación.

## Lista de canciones
1. Espíritu olímpico 4:17
2. Voy a por tabaco 5:18

Espíritu olímpico, inspirada en tangos granaínos, fue presentada en directo en mayo de 2015. La música es de Florent Muñoz y J, la letra es de J y de origen popular. 
Voy a por tabaco es un tema ya conocido en versión maqueta desde 2010. Música y letra son de J.

## Créditos[1]
Julián Méndez: bajo. 
Eric Jiménez: batería. 
Florent Muñoz: guitarra eléctrica. 
Banin Fraile: teclados y guitarra eléctrica.  
J: Voz (música) y guitarra eléctrica. 
Ana Fernández-Villaverde (La Bien Querida): coros en Espíritu olímpico
Espíritu olímpico se grabó en el Refugio Antiaéreo por Jaime Beltrán y Carlos Díaz, y masterizado por Simon Heyworth en Super Audio Mastering. La producción ha corrido a cargo de Los Planetas. Youth ha masterizado Espíritu olímpico.
El diseño gráfico es de Loreak Mendian, el espíritu olímpico "está representado por los famosos cinco aros de otros tantos colores, pero Los Planetas los han reinterpretado en un diseño que incluye el símbolo de la anarquía: la A mayúscula dentro de un círculo".

## Videoclip
El 27 de enero se publicó el lyric video oficial de la canción en el canal de YouTube del grupo. Asimismo, una grabación en directo del tema en La Chumbera (Sacromonte, Granada) se incluye, como todo el álbum Zona temporalmente autónoma, en el DVD anexo a la reedición de 2018 del disco.

## Versión en directo
El ep digital Spotify Live ep (El Ejército Rojo, 2018) incluye una versión en directo de esta canción.

## Versiones deEspíritu olímpico
Cora Yako publican el 25 de agosto de 2023 una versión de Espíritu olímpico (Altafonte, 2023).